# Aula marmorea

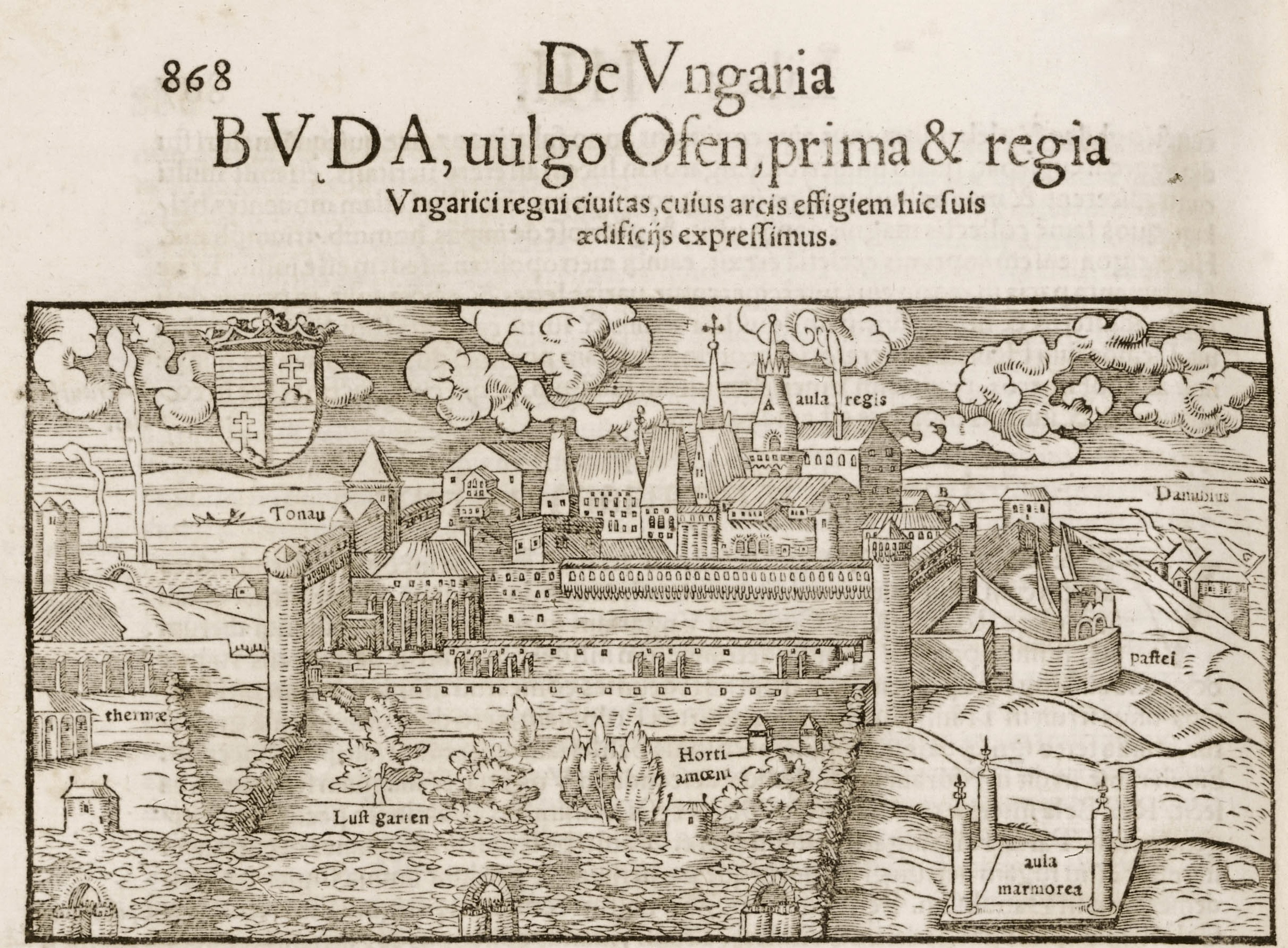
Buda 1530 körül, az aula marmorea ábrázolása a kép jobb sarkában

Az aula marmorea (latinul márványcsarnok) Mátyás király kerti laka volt a Vár nyugati lejtőjén lévő kertben. Szellős, loggiás reneszánsz épület volt, ami azonban a Vár megújuló ostromai alatt teljesen elpusztult. Egyetlen maradványát, a Váralja utcában 1925-ben kiásott gránitoszlopot a Dózsa György tér déli részén állították fel.